# Rodovia Belém-Brasília

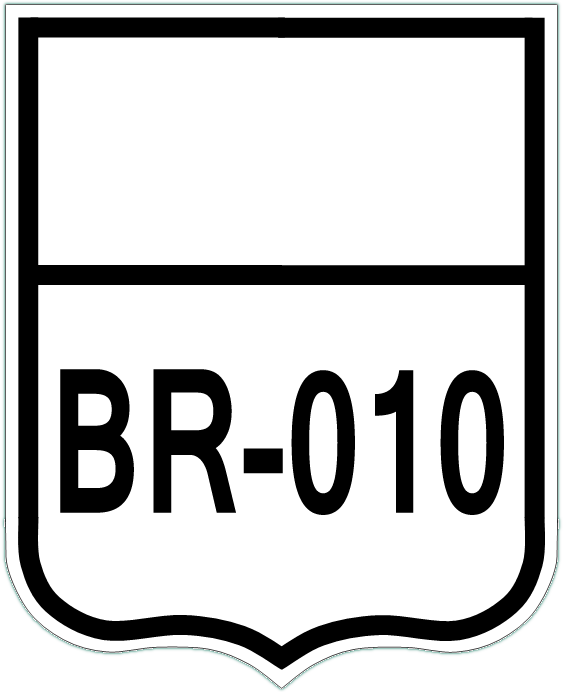
BR-010

Die BR-010 oder Rodovia Bernardo Sayão  ist eine radiale Bundesstraße in Brasilien mit einer Ausdehnung von 1.959,6 Kilometern (einschließlich der noch nicht fertiggestellten Abschnitte). Sie ist nach dem Agraringenieur benannt, der von Juscelino Kubitscheck zum Projektleiter ernannt wurde. Üblich ist auch die Bezeichnung Rodovia Belém-Brasília.
Sie beginnt im Bundesdistrikt, in der Stadt Brasilia, und endet im Bundesstaat Pará, in der Stadt Belém. Sie führt durch folgende Bundesstaaten: Maranhão, Tocantins und Goiás.

## Streckenverlauf

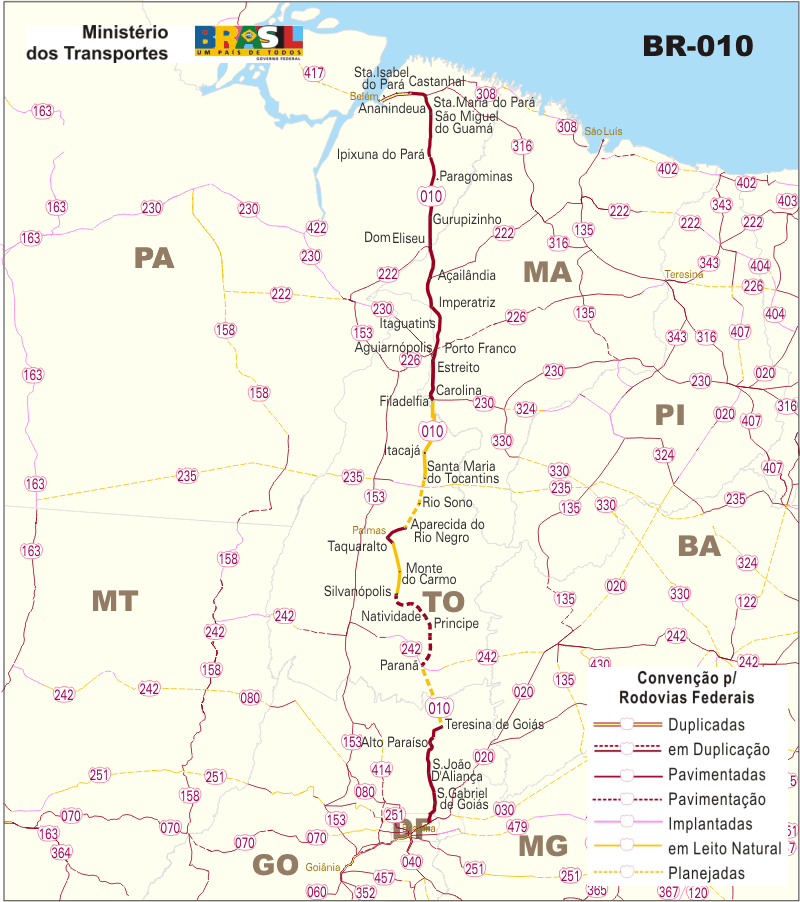
Br-010

Zwischen Brasília (DF) und der Stadt Estreito (Maranhão) folgt die ursprüngliche Route der Rodovia Belém-Brasília den Rodovias BR-060, BR-153 und BR-226, die in diesem Abschnitt komplett asphaltiert sind. Die Rodovia BR-010 führt durch den Bundesdistrikt. In Goiás ist die BR-010 die Hauptzufahrt zur ökotouristischen Region der Chapada dos Veadeiros.
Auf der Strecke zwischen Brasília (DF) und Palmas (Tocantins) wird die BR-010 durch die Rodovias GO-118 und TO-050 (Rodovia Coluna Prestes) ergänzt, da der Abschnitt zwischen Teresina de Goiás und Paranã (Tocantins) noch nicht gebaut wurde. Darüber hinaus ist die Strecke zwischen Silvanópolis (Tocantins) und Palmas (über Monte do Carmo (Tocantins)) noch nicht vollständig asphaltiert, mit Ausnahme von kleinen Begleitstrecken mit der TO-255 (in Monte do Carmo) und der TO-050. Zwischen Silvanópolis (Tocantins) und Palmas (Tocantins) folgt die BR-010 dem gleichen Verlauf wie die Straßen TO-365 und TO-040.
Die BR-010 überschneidet sich auf einer Länge von 11 km mit der diagonalen Bundesstraße des Bundesdistrikts DF-345. Dort überschneidet sie sich auf einer Länge von 15 km mit der diagonalen Bundesstraße GO-118, die die Stadt Campos Belos in Goiás mit der Stadt Brasilia verbindet, wo sie sich mit der BR-020 verbindet.

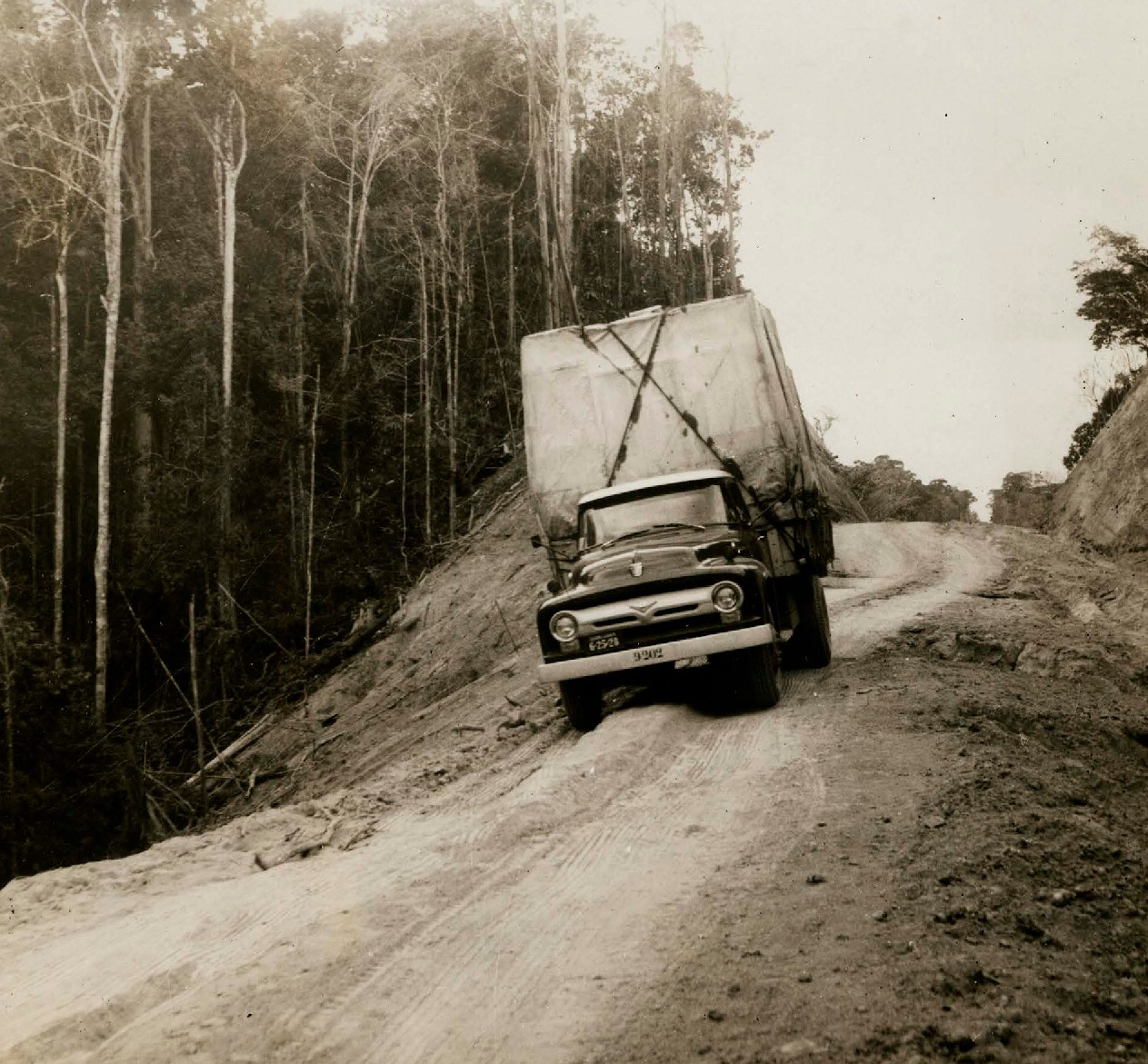
Construção da Rodovia Belém-Brasília (Acervo Arquivo Nacional)

Die BR-010 hat mehrere Abschnitte, die nicht asphaltiert sind oder noch gebaut werden müssen, hauptsächlich in Tocantins. In diesem Ausbaustand sind die einzigen Strecken mit relativ starkem Fahrzeugverkehr die zwischen dem Dorf Príncipe (im Munizip Natividade) und Silvanópolis sowie die Strecke zwischen km 402 (Fazenda Frigovale I) und der Kreuzung mit der TO-020 in Palmas. Die anderen Abschnitte sind wenig befahren, auch die mit Asphalt.

## Wirtschaftliche Bedeutung
Die Rodovia Belém-Brasilia ermöglichte die geografische Integration Brasiliens und verband das Land von Norden nach Süden, mit der Stadt Brasilia als zentralem Punkt dieser Verbindung.
Die BR-010 war im Prozess der Konsolidierung der Städte in der Region Centro-Norte des Bundesstaates Goiás relevant. Ihr Bau ermöglichte die Gründung von 58 Gemeinden und Städten entlang der Straße.

## Geschichte

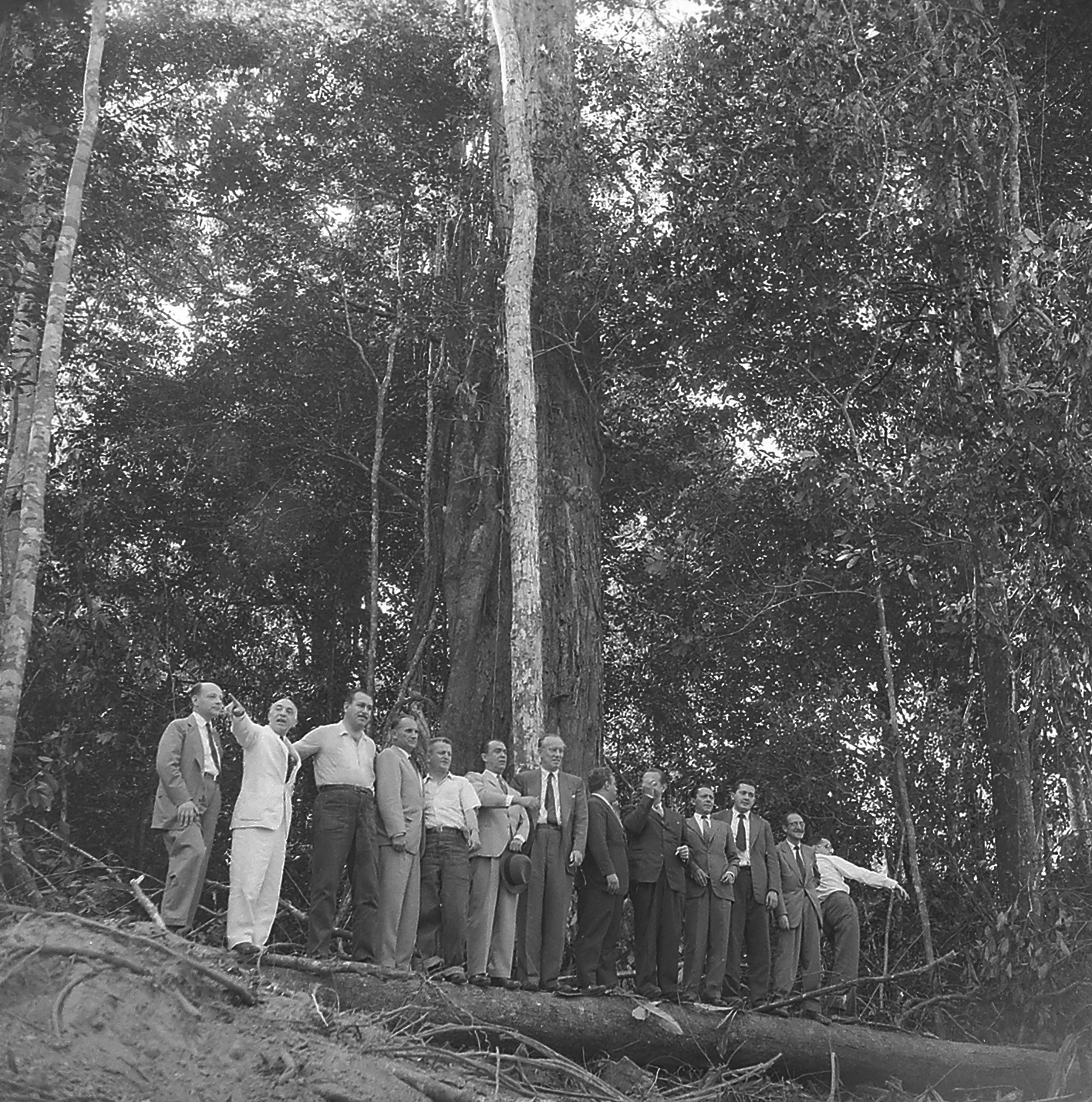
Presidente Juscelino Kubitschek de Oliveira (1957–1960) no Pará – visita as obras da Rodovia Belém-Brasília, PA

Die Rodovia Belém-Brasilia war die erste Straße, die durch die zentrale Region und den mittleren Norden Brasiliens gebaut wurde. Sie wurde zwischen 1958 und 1960 gebaut und 1974 auf weiten Strecken asphaltiert. Ihr Bau war eine der größten Errungenschaften des Straßenbaus, da sowohl die Planung als auch die Bauarbeiten mit enormen Schwierigkeiten konfrontiert waren. Es mussten mehr als 5.000 Wasserläufe überwunden und neue Methoden zum Bulldozen und Fällen von massiven Bäumen mit einer Höhe von mehr als 50 m und einem Stammumfang von mehr als 4 bis 5 m entwickelt werden. 
Die Rodovia Belém-Brasilia war von grundlegender Bedeutung, um Modernität in eine völlig unberührte Region zu bringen. Entlang der Autobahn entstanden viele landwirtschaftliche Siedlungen und ganze neue Städte mit ihrem Angebot an Handel, Industrie usw. Sie war auch die erste Landverbindung zwischen den Bundesstaaten Pará, Maranhão, Tocantins und der nördlichen Region von Goiás mit dem ganzen Rest des Landes, so dass das wirtschaftliche Potential und die Entwicklung der Region gesteigert werden konnte. In den Anfängen war eine Fahrt über die Straße ein gefährliches Unterfangen, da es wilde Tiere wie die wilden gefleckten Jaguare und giftige Schlangen gab, aber auch Straßenräuber. Es gab keine Hotels, Tankstellen und Restaurants entlang des Highways und die Reisenden mussten ihre eigenen Vorräte mitnehmen. Heute beträgt die Fahrzeit etwa 2 Tage.

## Städte an der Belém-Brasília

### Pará
- Santa Maria do Pará (Kreuzung mit der BR-316)
- São Miguel do Guamá
- Irituia (Zentrum 6 km über die PA-253)
- Mãe do Rio (Zubringer nach Concórdia do Pará,  Acará, und nach Alça Viária do Pará über die PA-252)
- Aurora do Pará
- Ipixuna do Pará
- Paragominas (Beginn der PA-125, Zentrum 14 km aus Richtung Belém), (Zubringer zur Tomé-Açu über die PA-256, Zentrum 12 km über die PA-256aus Richtung Imperatriz)
- Ulianópolis  (Ende der PA-125)
- Dom Eliseu (Zubringer nach Marabá über die BR-222)

### Maranhão

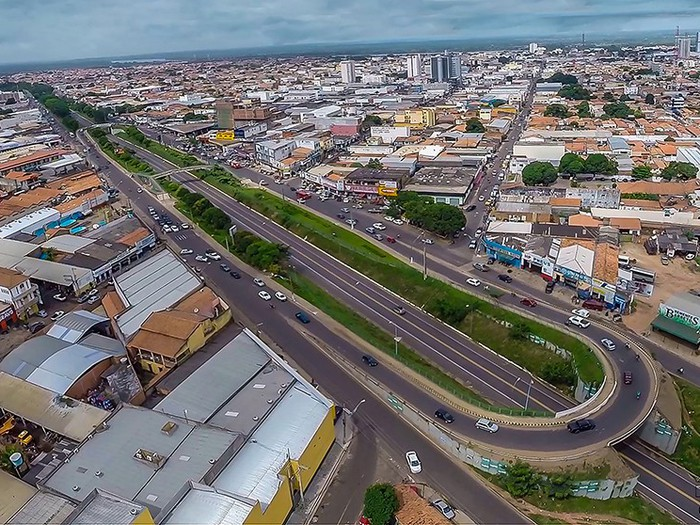
Aerea Viaduto e BR 010

- Itinga do Maranhão
- Açailandia
- ImperatrizAerea Viaduto e BR 010
- Campestre do Maranhão
- Porto Franco
- Estreito
- Carolina

### Tocantins

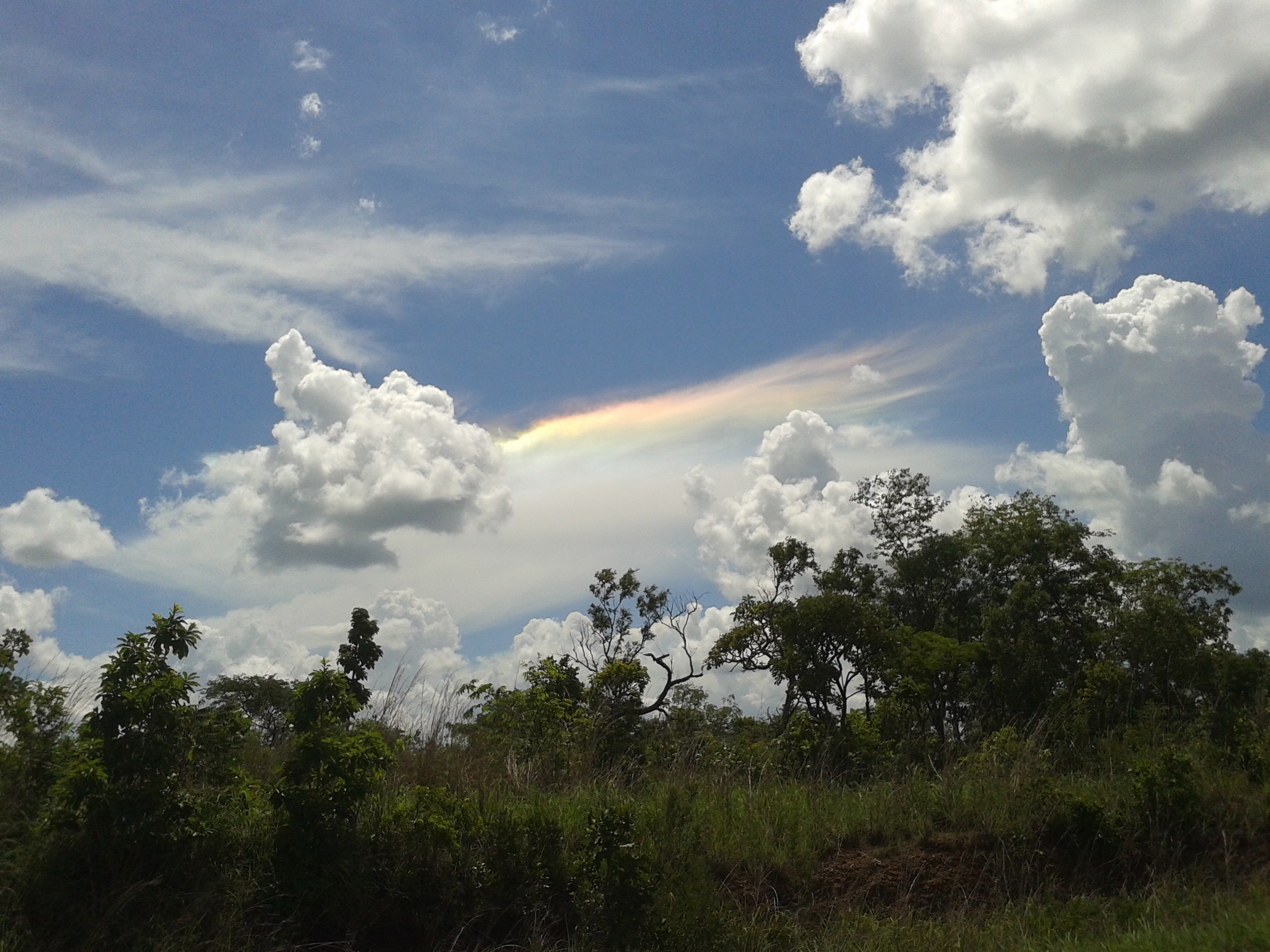
Trecho Estrada BR 010 entre Natividade TO e Chapada de Natividade TO

- Goiatins
- Itacajá
- Santa Maria do Tocantins
- Aparecida do Rio Negro
- Rio Sono
- Pedro Afonso
- Miracema do Tocantins
- Palmas
- Monte do Carmo
- Silvanópolis
- Santa Rosa do Tocantins
- Chapada da NatividadeTrecho Estrada BR 010 entre Natividade TO e Chapada de Natividade TO
- Natividade
- Paranã

### Goiás
- Alto Paraíso de Goiás
- São João d’Aliança

## Liste der angeschlossenen Straßen
- BR-060[2] – Brasília (DF) nach Bela Vista (Mato Grosso do Sul). Teil der "Rodovia Belém-Brasília" im Abschnitt Brasília (DF) bis Anápolis (Goiás).

- BR-153[5][1] – Marabá (Pará) bis Aceguá (Rio Grande do Sul). Wird auch "Rodovia Transbrasiliana" genannt. Teil der "Rodovia Belém-Brasília" im Abschnitt Wanderlândia (Tocantins) bis Anápolis (Goiás). Hat gemeinsame Streckenverläufe mit der BR-080, der BR-414 und der BR-242.

- BR-080 – Brasília (DF) nach Ribeirão Cascalheira (Mato Grosso). Teil der "Rodovia Belém-Brasília" in einem kurzen Abschnitt gemeinsamen Streckenverlaufs mit der BR-153 in Uruaçu (Goiás).

- BR-414 – Porangatu (Goiás) nach Anápolis (Goiás).Teil der "Rodovia Belém-Brasília" im gemeinsamen Streckenverlauf mit der BR-153 zwischen Porangatu (Goiás) und Santa Tereza de Goiás (Goiás).

- BR-242 – Maragogipe (Bahia) nach Sorriso (Mato Grosso). Teil der "Rodovia Belém-Brasília" im gemeinsamen Streckenverlauf mit der BR-153, zwischen Gurupi (Tocantins) und dem Abzweig nach Formoso do Araguaia (Tocantins) in Cariri do Tocantins (Tocantins).

- BR-226[1] – Natal (Rio Grande do Norte) nach Wanderlândia (Tocantins). Teil der "Rodovia Belém-Brasília" im Abschnitt Porto Franco (Maranhão) bis Wanderlândia (Tocantins), hat gemeinsame Streckenverläufe mit der BR-230 und der BR-010.

- BR-230 – Cabedelo (Paraíba) nach Lábrea (Amazonas). Teil der "Rodovia Belém-Brasília" in einem kurzen Abschnitt von 2,5 km zwischen Aguiarnópolis (Tocantins) und Estreito (Maranhão), der über die Ponte Juscelino Kubitschek de Oliveira führt. Dieser Abschnitt verläuft gemeinsam mit der BR-226.

- BR-222 – Fortaleza (Ceará) nach Marabá (Pará). Teil der "Rodovia Belém-Brasília" im gemeinsamen Abschnitt mit der BR-010 zwischen Açailândia (Maranhão) und Dom Eliseu (Pará).

- BR-316[1] – Belém (Pará) nach Maceió (Alagoas). Teil der "Rodovia Belém-Brasília" im Abschnitt zwischen Belém (Pará) und Santa Maria do Pará, der gemeinsam mit der BR-010 und der BR-308 verläuft.

- BR-308 – Belém (Pará) nach Atracadouro do Cojupe in Alcântara (Maranhão). Teil der "Rodovia Belém-Brasília" im Abschnitt zwischen Belém (Pará) und Santa Maria do Pará, der gemeinsam mit der BR-316 und der BR-010 verläuft